# وستنیوتون، کامبریا
وستنیوتون (به انگلیسی: Westnewton) یک روستا و محله مدنی در بریتانیا است که در الیردال واقع شده‌است. وستنیوتون ۲۶۵ نفر جمعیت دارد.